# RG Snyman
Rudolph Gerhardus Snyman (29. ledna 1995, Potchefstroom) je jihoafrický ragbista hrající jako druhořadník za irský klub Leinster soutěž United Rugby Championship.
S jihoafrickou reprezentací se stal dvakrát mistrem světa (2019 a 2023). Také je dvojnásobným vítězem Rugby Championship (2019 a 2024).
Jako hráč irského klubu Munster se stal vítězem United Rugby Championship v sezoně 2022/23. Se svým současným celkem vyhrál stejnou soutěž v roce 2025. Byl zvolen do nejlepší sestavy roku té soutěže a hráči byl vybrán jako nejlepší hráč ligy. V roce 2017 vyhrál druhou japonskou ligu s týmem Mie Honda Heat. Má přezdívku Viking.